# Tracey Jackson
Tracey Jackson (* 12. Mai 1958 in Los Angeles) ist eine US-amerikanische Drehbuch- und Sachbuchautorin.
Tracey Jackson ist seit Anfang der 2000er Jahre als Drehbuchautorin tätig. Ab 2012 verfasste sie Sachbücher die sich mit der Thematik der älterwerdenden Frau befassen.

## Filmografie
- 2002: Der Super-Guru (The Guru)
- 2008: Bei Anruf Liebe – The Other End Of The Line (The Other End of the Line)
- 2009: Lucky Ducks
- 2009: Shopaholic – Die Schnäppchenjägerin (Confessions of a Shopaholic)

## Bibliografie
- 2012: Between a Rock and a Hot Place: Why Fifty Is Not the New Thirty
- 2014: Gratitude and Trust: Six Affirmations That Will Change Your Life (mit Paul Williams)